# Robert Lendlmayer von Lendenfeld

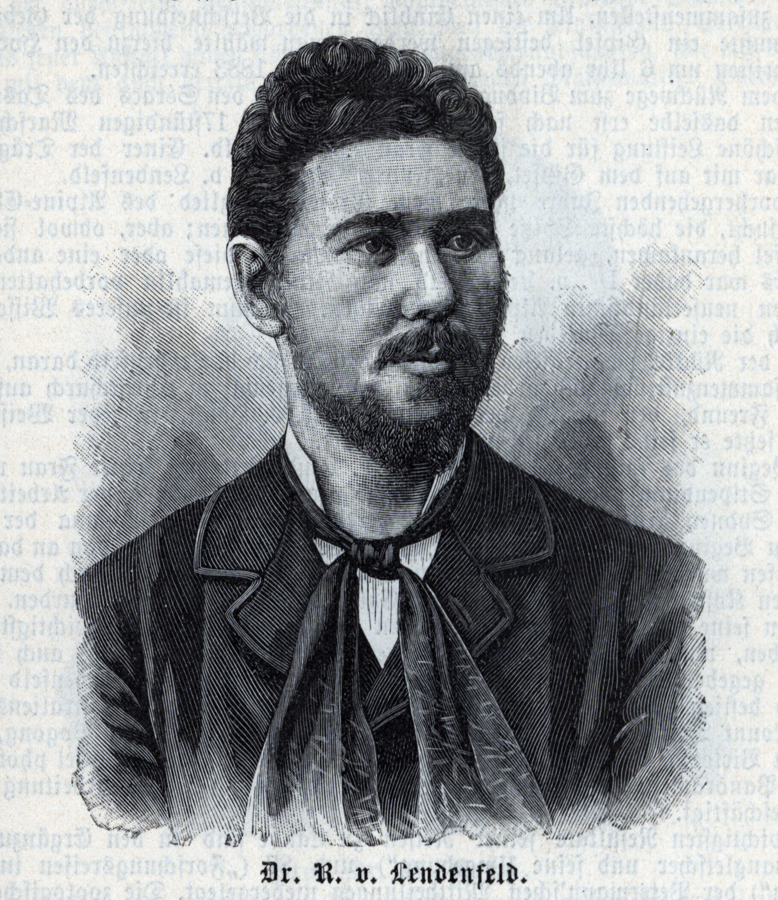
Robert Lendlmayer von Lendenfeld

Robert Ignaz Lendlmayer, Edler von Lendenfeld, (* 10. Februar 1858 in Graz; † 3. Juli 1913 in Prag) war ein österreichischer Zoologe und Alpinist.

## Leben
Lendenfeld studierte ab 1878 Naturwissenschaften und insbesondere Zoologie. Zum Dr. phil. promoviert, lebte er von 1881 bis 1886 in Australien und Neuseeland. 1883 war er Lehrer am 1878 gegründeten Agricultural College in Lincoln (Neuseeland). Von 1884 bis 1886 lehrte er am Sydney Technical College. Daneben betrieb er Studien über die Niederen Tiere des Meeres. Als Assistent am University College London arbeitete er 1886 das in Australien und Neuseeland gesammelte Material auf.
Seit 1889 Privatdozent für Zoologie an der Universität Innsbruck, ging er 1892 als a.o. Professor an die Universität Czernowitz. 1894 wurde er Lehrstuhlinhaber. 1897 ging er als Ordinarius und Direktor des Zoologischen Instituts an die Karl-Ferdinands-Universität. Von 1912 bis kurz vor seinem Tod im Jahre 1913 war er Rektor der Deutschen Universität Prag. Seine Forschungsschwerpunkte waren die Flugbewegungen von Insekten sowie die Fauna der Tiefsee und der Korallenriffe. Er erbrachte den Nachweis, dass es sich bei den Leuchtorganen der Tiefseefische um Drüsen handelt. Zu Beginn des 20. Jahrhunderts war das Zoologische Institut in Prag dank des Einsatzes der Mikroskopie und der Mikrofotografie mit Ultraviolettstrahlung eines der modernsten in Europa, so dass Lendenfeld große Teile fast aller zu dieser Zeit durchgeführten Meeresexpeditionen bearbeitete.
Lendenfeld war ein leidenschaftlicher Bergsteiger. Zu seinen Erstbesteigungen zählt die Schwarze Wand (Venedigergruppe) in den Hohen Tauern. Von 1884 bis 1885 erforschte er den Mount Kosciuszko und den Mount Townsend, die beiden höchsten Berge auf dem Festland des australischen Kontinents. Letzteren benannte Lendenfeld nach dem Regierungsbeamten Mr. Townsend. Bereits 1883 gelang ihm die Besteigung des von ihm benannten Hochstetter Dome, was als erster Erfolg an einem größeren Gipfel der Neuseeländischen Alpen gilt.

## Ehrungen
Nach Lendenfeld ist der Lendenfeld Peak, der sechsthöchste Berg Neuseelands, benannt. Die neuseeländische Schwammspezialistin Patricia R. Bergquist stellte 1980 die Gattung Lendenfeldia auf. Weitere Dedikationsnamen sind die Schwämme Erylus lendenfeldi, Clathria lendenfeldi, Strepsichordaia lendenfeldi, Latrunculia lendenfeldi, Apfelbeckia lendenfeldi und Ircinia lendenfeldi.

## Schriften (Auswahl)
- 1886: Über Coelenteraten der Südsee
- 1888: Descriptive catalogue of the sponges in the Australian Museum, Sydney
- 1890: Australia Felix
- 1892: Australische Reise
- 1894: Die Tetractinelliden der Adria: (Mit einem Anhange über die Lithistiden)
- 1895: Report on the deep-sea fishes collected by H. M. S. Challenger during the years 1873-76
- 1896: Aus den Alpen
- 1896: Die Clavulina der Adria
- 1899: Wissenschaftliche Ergebnisse der Reisen in Madagaskar und Ostafrika (mit Alfred Völtzkow, Hans Schinz, Hans Strahl, Hubert Ludwig, Henri de Saussure)
- 1899: Die Hochgebirge der Erde
- 1902: Neuseeland
- 1902: Das grosse australische Wallriff
- 1903: Das Tierreich
- 1903: Porifera: Tetraxonia
- 1908: Tetraxonia der deutschen Südpolar-Expedition, 1901-1903
- 1913: Untersuchungen über die Skelettbildungen der Kieselschwämme: I. Die Mikrosklere der Caminus-Arten